# 1426
1426 (MCDXXVI) je bilo navadno leto, ki se je po julijanskem koledarju začelo na torek.

## Dogodki
- 1. januar

## Smrti
- 21. januar - Zemovit IV., poljski plemič, vojvoda Mazovije (* 1352)
- Pippo Spano, italijansko-madžarski vojskovodja (* 1369)
- Thomas Hoccleve, angleški pesnik (* 1368)